# Gilbert Vernam
Gilbert Sandford Vernam (* 4. April 1890 in Brooklyn, New York; † 7. Februar 1960) war ein bei AT&T (Bell Labs) angestellter US-amerikanischer Ingenieur. 1917 erfand er die Vernam-Chiffre, eine Stromchiffre, und war danach mit Joseph O. Mauborgne an der Wiedererfindung des One-Time-Pad-Verschlüsselungsverfahrens beteiligt, das ursprünglich durch den amerikanischen Kryptologen Frank Miller (1842–1925) bereits im Jahr 1882 erfunden worden war, aber wieder in Vergessenheit geriet.